# Dictyna alaskae
Dictyna alaskae là một loài nhện trong họ Dictynidae.
Loài này thuộc chi Dictyna. Dictyna alaskae được Ralph Vary Chamberlin & Wilton Ivie miêu tả năm 1947.